# Frank Pasemann

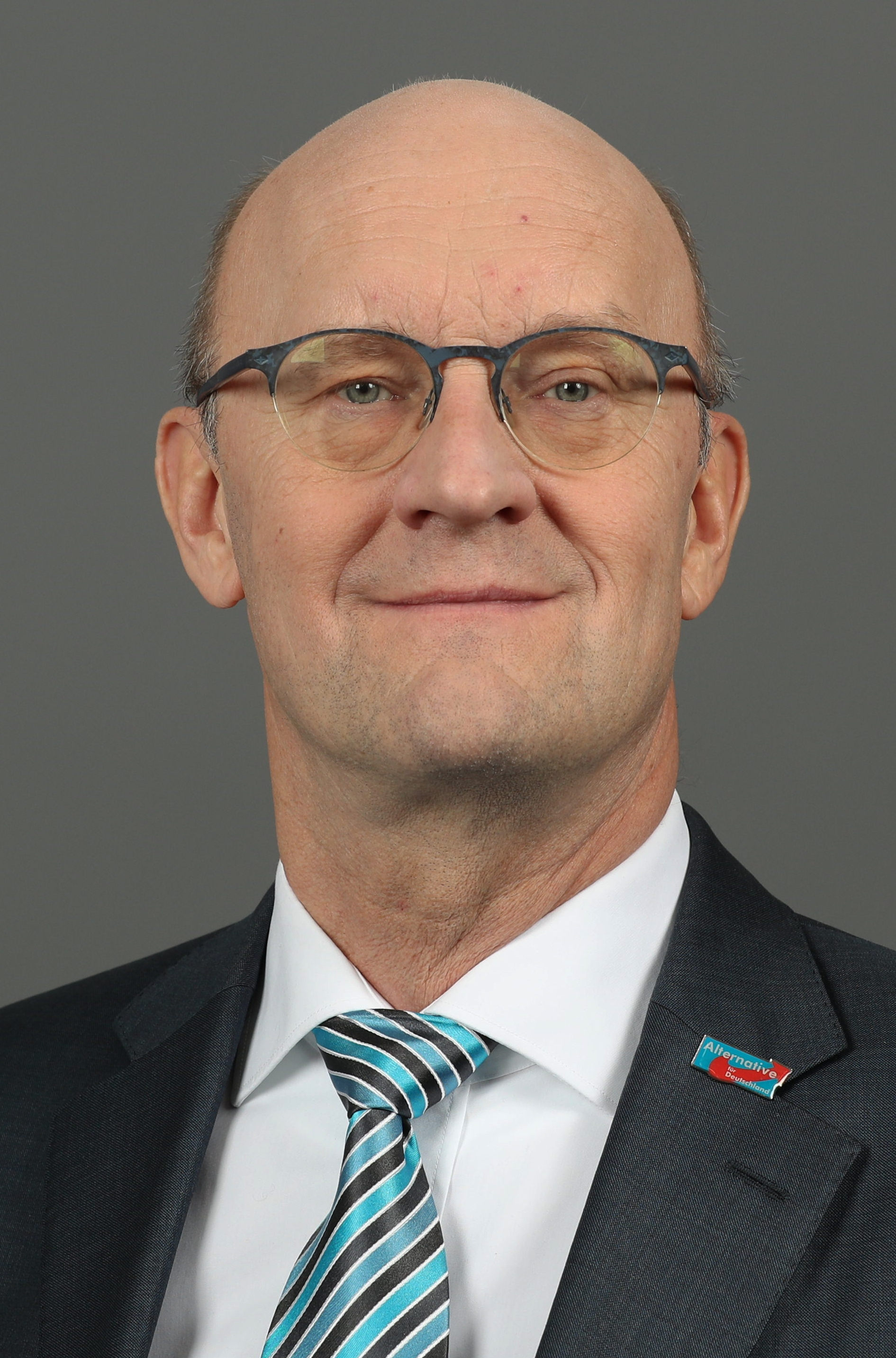
Imagem do Político Alemão Frank Pasemann.

Frank Pasemann (nascido em 21 de abril de 1961) é um político alemão. Nascido em Magdeburg, Saxónia-Anhalt, ele representa a Alternativa para a Alemanha (AfD). Frank Pasemann é membro do Bundestag do estado da Saxónia-Anhalt desde 2017.

## Vida e política
Ele tornou-se membro do bundestag após as eleições federais alemãs de 2017. É membro da Comissão de Família, Terceira Idade, Mulher e Juventude. Em agosto de 2020, Pasemann foi expulso da AfD pelo "Landesschiedsgericht" (tribunal de arbitragem) da filial do partido no estado de Saxónia-Anhalt. Pasemann foi acusado de anti-semitismo.